# جائزة اليابان الكبرى 2003
جائزة اليابان الكبرى 2003 (بالإنجليزية: 2003 Japanese Grand Prix) هو سباق فورمولا 1 أقيم بتاريخ 12 أكتوبر 2003 في حلبة سوزوكا، ميه، اليابان. كان السادس عشر من أصل 16 في بطولة العالم لسباقات الفورمولا واحد موسم 2003.